# Kujula Kadphises
Kujula Kadphises, död 85 e.Kr., var en indisk monark. Han var regerande monark av Kushanariket i Indien och Afghanistan mellan 25 och 85 e.Kr.